# Abilitate

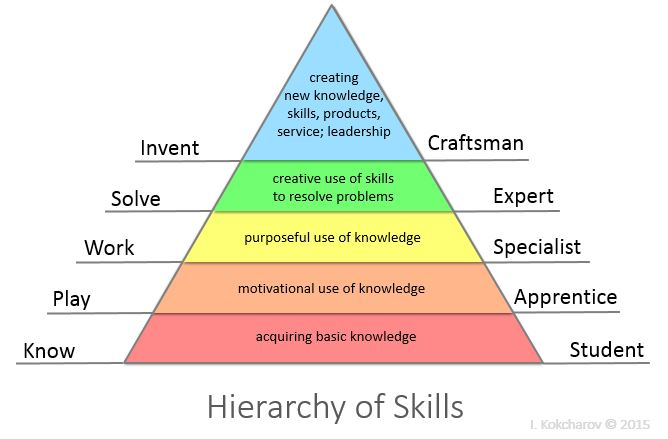
Piramida/Ierarhia diferitelor abilități seamănă mult cu
Piramia ierarhiilor necesităților umane a sociologului Maslow

Prin abilitate (deprindere, îndemânare, pricepere și alte sinonime) se înțelege un ansamblu de elemente informaționale rezultate în urma unui proces de învățare la nivelul fiziologiei sistemului nervos și muscular al unui animal sau om, al cărui scop final este efectuarea unei acțiuni în urma căruia se așteaptă realizarea unui anumit rezultat dorit.  Pe scurt, abilitatea sau capabilitatea cuiva reprezintă totalul potențialităților sale de orice natură.
Abilitatea este o însușire sinonimă cu dexteritatea, dibăcia , iscusința, evidențiind ușurința, rapiditatea, calitatea superioară și precizia cu care omul desfășoară anumite activități, implicând autoorganizare adecvată sarcinii concrete, adaptare suplă, eficientă.
Astfel, folosit la plural, noțiunea desemnează un ansamblu de elemente de orice natură, cu care persoana pe care le are poate opera în societate.  Astfel, abilitățile pot fi generale dar și extrem de specifice.  Spre exemplificare, privind activitățile numite muncă, se pot distinge calități foarte generale, așa cum sunt managementul timpului, munca în echipă, motivarea individuală și conducere.